# アラン・シルヴェストリ
アラン・シルヴェストリ（Alan Silvestri、1950年3月26日 - ）は、アメリカ合衆国の指揮者、作曲家。ニューヨーク生まれ。父親はイタリア移民の2世、母親はアイルランド移民の2世である。ボストンの名門バークリー音楽大学出身。これまでに数多くの大作・話題作映画の音楽を手がけている。ロバート・ゼメキス監督との関係が強く、1984年の『ロマンシング・ストーン 秘宝の谷』以降は同監督の全ての劇場公開作品の音楽を手がける。
これまでに『バック・トゥ・ザ・フューチャー』、『キャプテン・アメリカ/ザ・ファースト・アベンジャー』、『アベンジャーズ』シリーズなどの多くの映画音楽を作曲しており、そのうちの一つである『アベンジャーズ/エンドゲーム』は世界歴代1位の興行収入を記録している。
東京ディズニーシーで2006年から2014年に公演されていたショー『レジェンド・オブ・ミシカ』の音楽も手掛けている。

## 作品一覧
太字はロバート・ゼメキス監督作品

### 1970年代
- ドーベルマン・ギャング The Doberman Gang（1972年）
- The Mack（1973年）
- Las Vegas Lady（1975年）
- 刑事スタスキー&ハッチ "Starsky and Hutch"（1975年 - 1979年）テレビシリーズ
- ドーベルマンギャング3 The Amazing Dobermans（1976年）
- 白バイ野郎ジョン&パンチ "CHiPs"（1977年 - 1983年）テレビシリーズ
- The Fifth Floor （1978年）

### 1980年代
- Manimal（1983年）テレビシリーズ
- Par ou t'es rentre? On t'a pas vu sortir
- ロマンシング・ストーン 秘宝の谷 Romancing the Stone（1984年）
- ファンダンゴ Fandango（1985年）
- キャッツ・アイ Cat's Eye（1985年）
- バック・トゥ・ザ・フューチャー Back to the Future（1985年）
- クレイジー・ファミリー/太陽がめいっぱい Summer Rental（1986年）
- The Clan of the Cave Bear（1986年）
- デルタフォース The Delta Force（1986年）
- American Anthem （1986年）
- ナビゲイター Flight of the Navigator（1986年）
- 世にも不思議なアメージング・ストーリー 第3話「真夜中の呪文」 Amazing Stories Go to the Head of the Class（1986年）
- ノー・マーシィ/非情の愛 No Mercy（1986年）
- Critical Condition（1987年）
- うるさい女たち Outrageous Fortune（1987年）
- プレデター Predator（1987年）
- 潮風のいたずら Overboard（1987年）
- ロジャー・ラビット Who Framed Roger Rabbit（1988年）
- マック Mac and Me（1988年）
- 花嫁はエイリアン My Stepmother Is an Alien（1988年）
- テンプテーション15才 She's Out of Control（1989年）
- アビス The Abyss（1989年）
- バック・トゥ・ザ・フューチャー PART2 Back to the Future Part II（1989年）
- ハリウッド・ナイトメア Tales from the Crypt（1989年 - 1996年）テレビシリーズ

### 1990年代
- ダウンタウン Downtown （1990年）
- バック・トゥ・ザ・フューチャー PART3 Back to the Future Part III（1990年）
- ヤングガン2 Young Guns II（1990年）
- プレデター2 Predator 2（1990年）
- Two-Fisted Tales segment Yellow（1991年）テレビ映画
- ソープディッシュ Soapdish（1991年）
- あぶない週末 Dutch（1991年）
- Back to the Future（1991年）アニメ
- 仮面の情事/プラスティックナイトメア Shattered（1991年）
- リコシェ Ricochet（1991年）
- 花嫁のパパ Father of the Bride（1991年）
- 刑事ジョー ママにお手上げ Stop! Or My Mom Will Shoot（1992年）
- グリーンガリー/永遠の熱帯雨林 FernGully: The Last Rainforest（1992年）アニメ
- 永遠に美しく… Death Becomes Her（1992年）
- Diner（1992年）
- ボディガード The Bodyguard（1992年）
- サイドキックス Sidekicks（1992年）
- In Search of the Obelisk（1993年）
- アビス/完全版 The Abyss: Special Edition（1993年）
- コップ・アンド・ハーフ Cop And A Half（1993年）
- スーパーマリオ 魔界帝国の女神 Super Mario Bros.（1993年）
- ジャッジメント・ナイト Judgment Night（1993年）
- ラブリー・オールドメン Grumpy Old Men（1993年）
- 探偵ボーグ/わたし、忘れてます。 Clean Slate（1994年）
- フォレスト・ガンプ/一期一会 Forrest Gump（1994年）
- ブローン・アウェイ/復讐の序曲 Blown Away（1994年）
- リッチー・リッチ Ri￠hie Ri￠h（1994年）
- クイック&デッド The Quick and the Dead（1995年）
- 太陽に抱かれて The Perez Family（1995年）
- ジャッジ・ドレッド Judge Dredd（1995年）
- 花嫁のパパ2 Father of the Bride Part II（1995年）
- ラブリー・オールドメン2 Grumpier Old Men（1995年）
- スティーブ・マーティンのSGT.ビルコ/史上最狂のギャンブル大作戦 Sgt. Bilko（1996年）
- イレイザー Eraser（1996年）
- ロング・キス・グッドナイト The Long Kiss Goodnight（1996年）
- 愛さずにはいられない Fools Rush In（1997年）
- ボルケーノ Volcano（1997年）
- コンタクト Contact（1997年）
- マウスハント Mousehunt（1997年）
- おかしな二人2 The Odd Couple II（1998年）
- ファミリー・ゲーム/双子の天使 The Parent Trap（1998年）
- ホーリーマン Holy Man（1998年）
- プラクティカル・マジック Practical Magic（1998年）
- スタートレック 叛乱 Star Trek: Insurrection（1998年）
- Siegfried & Roy: The Magic Box（1999年）
- スチュアート・リトル Stuart Little（1999年）

### 2000年代
- レインディア・ゲーム Reindeer Games（2000年）
- ホワット・ライズ・ビニース What Lies Beneath（2000年）
- キャスト・アウェイ Cast Away（2000年）
- ハート・オブ・ウーマン What Women Want（2000年）
- ザ・メキシカン The Mexican（2001年）
- ハムナプトラ2/黄金のピラミッド The Mummy Returns（2001年）
- セレンディピティ Serendipity（2001年）
- ショウタイム Showtime（2002年）
- リロ&スティッチ Lilo & Stitch（2002年）アニメ
- スチュアート・リトル2 Stuart Little 2（2002年）
- メイド・イン・マンハッタン Maid in Manhattan（2002年）
- “アイデンティティー” Identity（2003年）
- トゥームレイダー2 Lara Croft Tomb Raider: The Cradle of Life（2003年）
- Two Soldiers（2003年）アカデミー短編映画賞受賞
- ヴァン・ヘルシング Van Helsing（2004年）
- ポーラー・エクスプレス The Polar Express（2004年）
- レジェンド・オブ・ミシカ The Legend of Mythica（2006年）東京ディズニーシーにおけるショー
- ライアンを探せ! The Wild（2006年）アニメ
- ナイト ミュージアム Night at the Museum（2006年）
- ベオウルフ/呪われし勇者 Beowulf（2007年）
- ナイト ミュージアム2 Night at the Museum: Battle of the Smithsonian（2009年）
- G.I.ジョー G.I. Joe: The Rise of Cobra（2009年）
- Disney'sクリスマス・キャロル A Christmas Carol（2009年）

### 2010年代
- 特攻野郎Aチーム THE MOVIE The A-Team（2010年）
- キャプテン・アメリカ/ザ・ファースト・アベンジャー Captain America: The First Avenger（2011年）
- アベンジャーズ The Avengers（2012年）
- フライト Flight（2012年）
- クルードさんちのはじめての冒険 The Croods（2013年）
- REDリターンズ RED 2（2013年）
- ナイト ミュージアム/エジプト王の秘密 Night at the Museum: Secret of the Tomb（2014年）
- ザ・ウォーク The Walk（2015年）
- マリアンヌ Allied（2016年）
- レディ・プレイヤー1 Ready Player One（2018年）
- マーウェン Welcome to Marwen（2018年）
- アベンジャーズ/インフィニティ・ウォー Avengers: Infinity War（2018年）
- アベンジャーズ/エンドゲーム Avengers: Endgame（2019年）

### 2020年代
- 魔女がいっぱい The Witches（2020年）
- ピノキオ Pinocchio（2022年）
- Avengers: Doomsday（2026年）

## アカデミー受賞・ノミネート
以下の作品で、アカデミー賞にノミネートされたことがある。受賞は未だない。
- 1994年
  - 作曲賞 『フォレスト・ガンプ/一期一会』
- 2004年
  - 歌曲賞 「Believe」 - 『ポーラー・エクスプレス』